# Hamleti (hudební skupina)

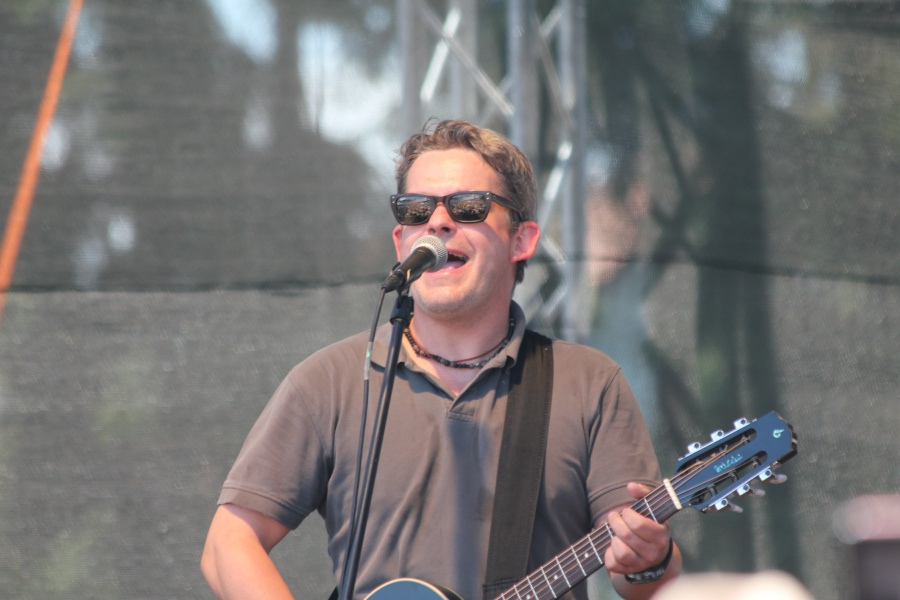
Zpěvák, kytarista Aleš Háma

Hamleti bylo české hudební uskupení, původně z Prahy, která vzniklo v roce 1996 v divadelním klubu divadla ABC jako mejdanové těleso. Členové skupiny byli Aleš Háma (zpěv, kytara), Hardy Marzuki (zpěv, kytara), Jakub Wehrenberg (basa) a Dalibor Gondík (bicí, zpěv).
Hudební uskupení Hamleti nemělo ve svém repertoáru žádné vlastní skladby, na svých vystoupeních hráli skladby z repertoáru jiných českých i zahraničních hudebních skupin, jako například Olympic, Buty, Lucie, Beatles, Smokie, Kiss, ABBA a jiných.
V roce 2020 se kapela kvůli neshodám mezi Daliborem Gondíkem a Alešem Hámou rozpadla.